# Dactylodenia vollmannii
Dactylodenia vollmannii är en orkidéart som först beskrevs av Carl Theodor Maximilian Schulze, och fick sitt nu gällande namn av Eduard Peitz. Dactylodenia vollmannii ingår i släktet Dactylodenia, och familjen orkidéer. Inga underarter finns listade i Catalogue of Life.